# Marché de La Chapelle
Le marché de La Chapelle, aussi appelé marché de l'Olive, du nom de la rue de l'Olive qui le longe, est un marché couvert situé dans le quartier de la Chapelle du 18e arrondissement de Paris. La halle qui abrite des commerces de bouche permanents a été construite de 1883 à 1885 par Auguste-Joseph Magne, suivant l'exemple des halles centrales de Paris dues à Baltard. Les plans sont disponibles sur le site des bibliothèques patrimoniales de Paris. La halle fait l’objet d’une inscription au titre des monuments historiques depuis le 8 mars 1982. 

## Histoire

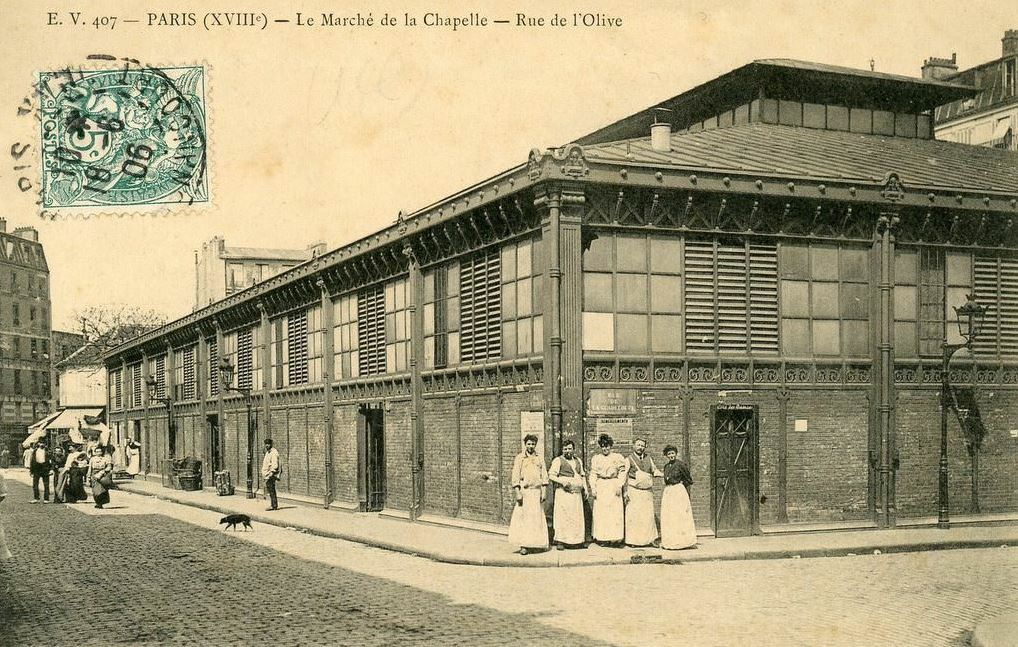
Paris, marché de l'Olive, vers 1900.

Au Moyen Âge, il semble que la foire du Lendit s'étendait le long de l'Estrée, de Saint-Denis au col de La Chapelle. Elle donna son nom au lieu-dit « la Mercade » (du latin marcadus), déjà mentionné en 1540, et indirectement à la rue Marcadet,.
Au XIXe siècle, il était bordé au nord par la rue du Bon-Puits (actuelle rue de Torcy) jusqu'au coin de l'église Saint-Denys de la Chapelle, au sud par la route de la Tournelle (actuelle rue Riquet), à l'ouest par la rue des Vertus (actuelle rue Pajol) et à l'est par la route nationale (actuelle rue de la Chapelle).
Quelques années avant la Révolution française, un certain Chéradame obtient le transfert à La Chapelle du marché aux vaches laitières qui se tenait au milieu de la plaine des Sablons. Surnommé alors « marché aux vaches grasses de la Chapelle », il fait partie en 1811 des quatre marchés autorisés à Paris.
En 1821, une ordonnance de police autorise la tenue d'un « marché aux vaches laitières et aux vaches grasses », « le mardi de chaque semaine, dans la maison Jamet et ses dépendances, rue du Bon-Puits, no 11 », ainsi que d'un « marché aux porcs vivants », « le jeudi de chaque semaine sur la grande place de la commune, depuis le coin de la rue du Bon-Puits jusques et au-delà de la rue des Tournelles ».
En 1837, il est appelé couramment « marché de la Chapelle Saint-Denis » et est destiné spécifiquement aux vaches, veaux et taureaux réformés. Un marché à la paille et aux fourrages se tenait sur la route de la Chapelle lorsque le marché était fermé.
À cause de la concurrence du marché aux bestiaux de la Villette, comme le prévoyait Victor Borie, il disparut en 1860, lors du rattachement de la commune de La Chapelle à Paris, et laissa place aux rues du Canada, de la Louisiane, de la Guadeloupe, de la Martinique et à la rue L'Olive (rue de l'Olive depuis 2011).
Il y eut encore des demandes en 1880 pour le rouvrir, sans résultat.
Entre-temps, en 1858, en raison de travaux de voirie, des marchands de comestibles installés rue Doudeauville furent transférés sous la halle.
On fit donc édifier entre 1883 et 1885 par Auguste-Joseph Magne un bâtiment couvert et fermé. Il fut transformé en marché alimentaire à la suite de la Première Guerre mondiale.
Deux campagnes de restauration ont eu lieu après la Seconde Guerre mondiale, en 1958 et en 2010.

## Description
D'orientation nord-sud dans sa longueur, le marché est bordé au nord par la rue de Torcy, à l'est par la rue de la Martinique, au sud par la rue de la Guadeloupe (piétonne à sa hauteur) et à l'ouest par la rue de l'Olive (entièrement piétonne) et offre des entrées sur chacune de ces rues.
La restauration de 1958 s'est faite dans le respect du style Baltard du bâtiment.
Il est inscrit à l’inventaire supplémentaire des monuments historiques depuis le 8 mars 1982.
Les travaux de 2010 ont, entre autres, permis de renforcer la structure de la halle et de changer les panneaux de toiture et de façade. La rénovation a été l'occasion d'introduire des stands modulables. L’aménagement intérieur a été complètement repensé afin de le rendre à la fois convivial et esthétique.
Les entrées du bâtiment ont toutes été vitrées.
Vingt commerçants y sont installés : un traiteur africain, une épicerie traditionnelle, un fleuriste, deux bouchers, deux charcutiers, un volailler, un fromager, un traiteur marocain, un traiteur italien, un épicier de produits portugais, quatre primeurs, une épicerie biologique, un salon de thé et deux poissonniers.
La qualité de l'offre fait partie du projet global de la Ville pour les marchés alimentaires parisiens, couverts et découverts, pour un service de proximité répondant à la demande et une convivialité importante pour la vie du quartier.
Il est ouvert du mardi au vendredi de 9 h à 13 h et de 16 h à 19 h 30, le samedi de 9 h à 13 h et de 15 h 30 à 19 h 30 et le dimanche de 8 h 30 à 13 h.

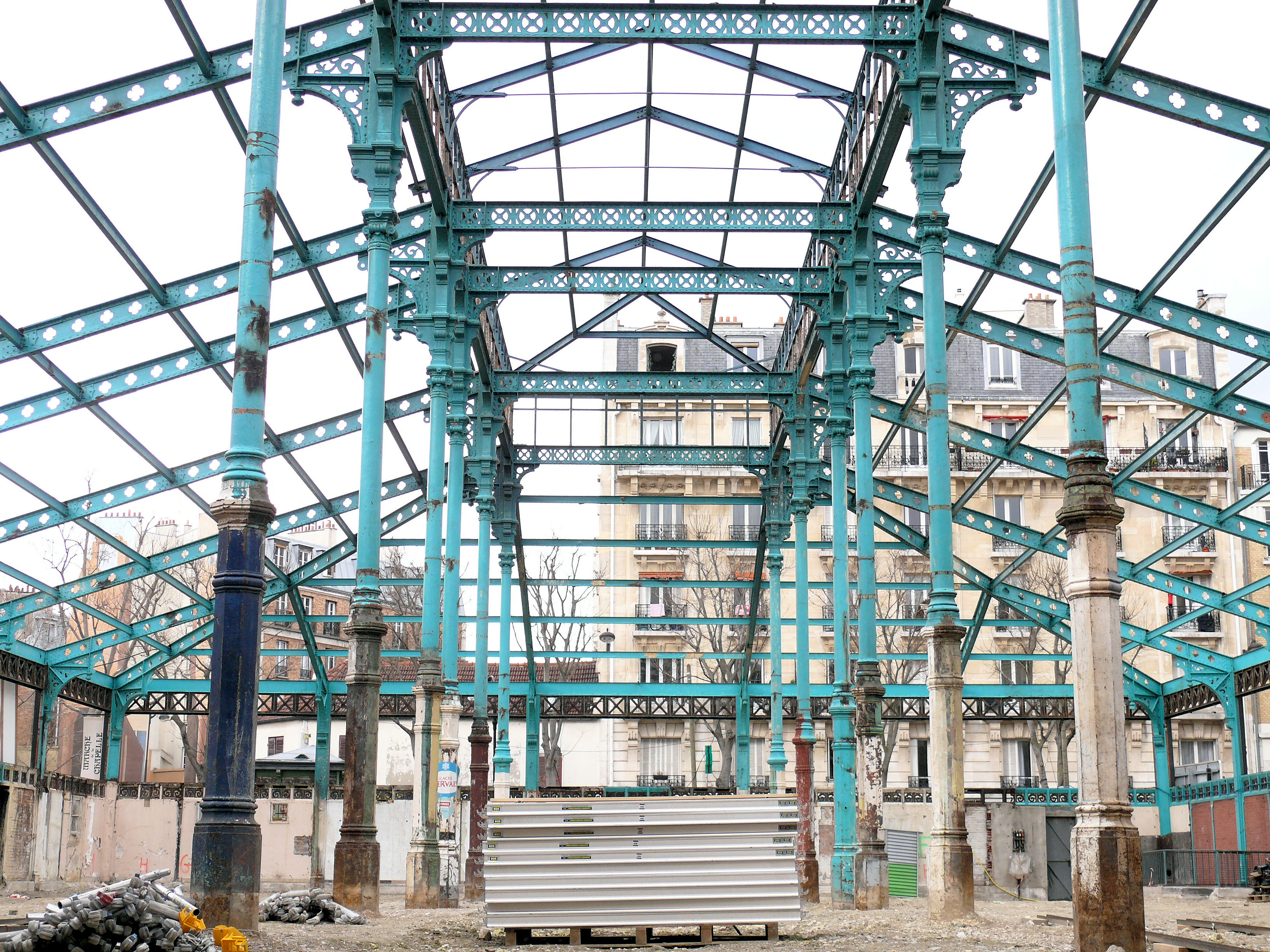
La charpente à nu, lors des travaux de restauration.
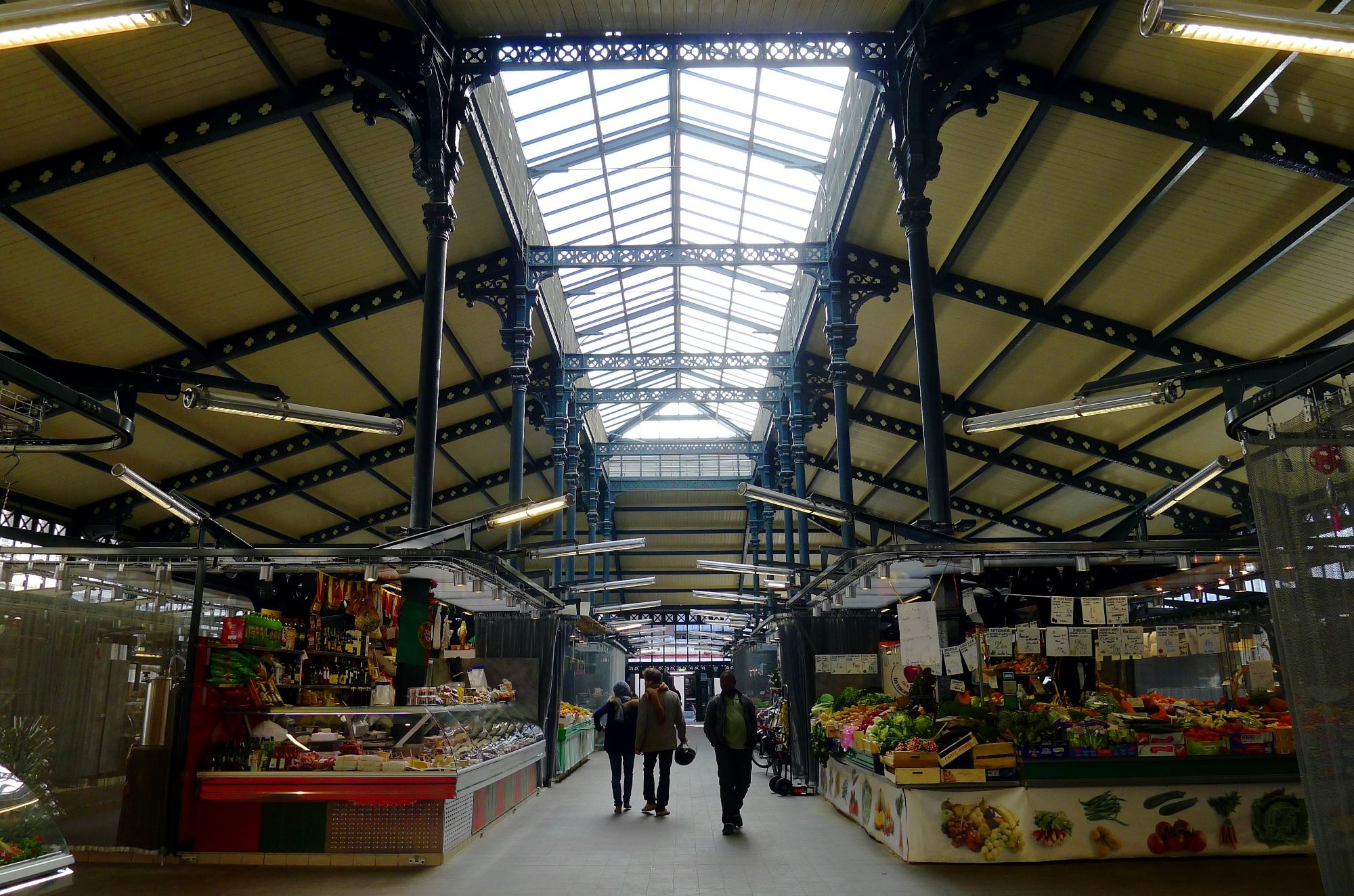
Vue intérieure du marché après restauration.
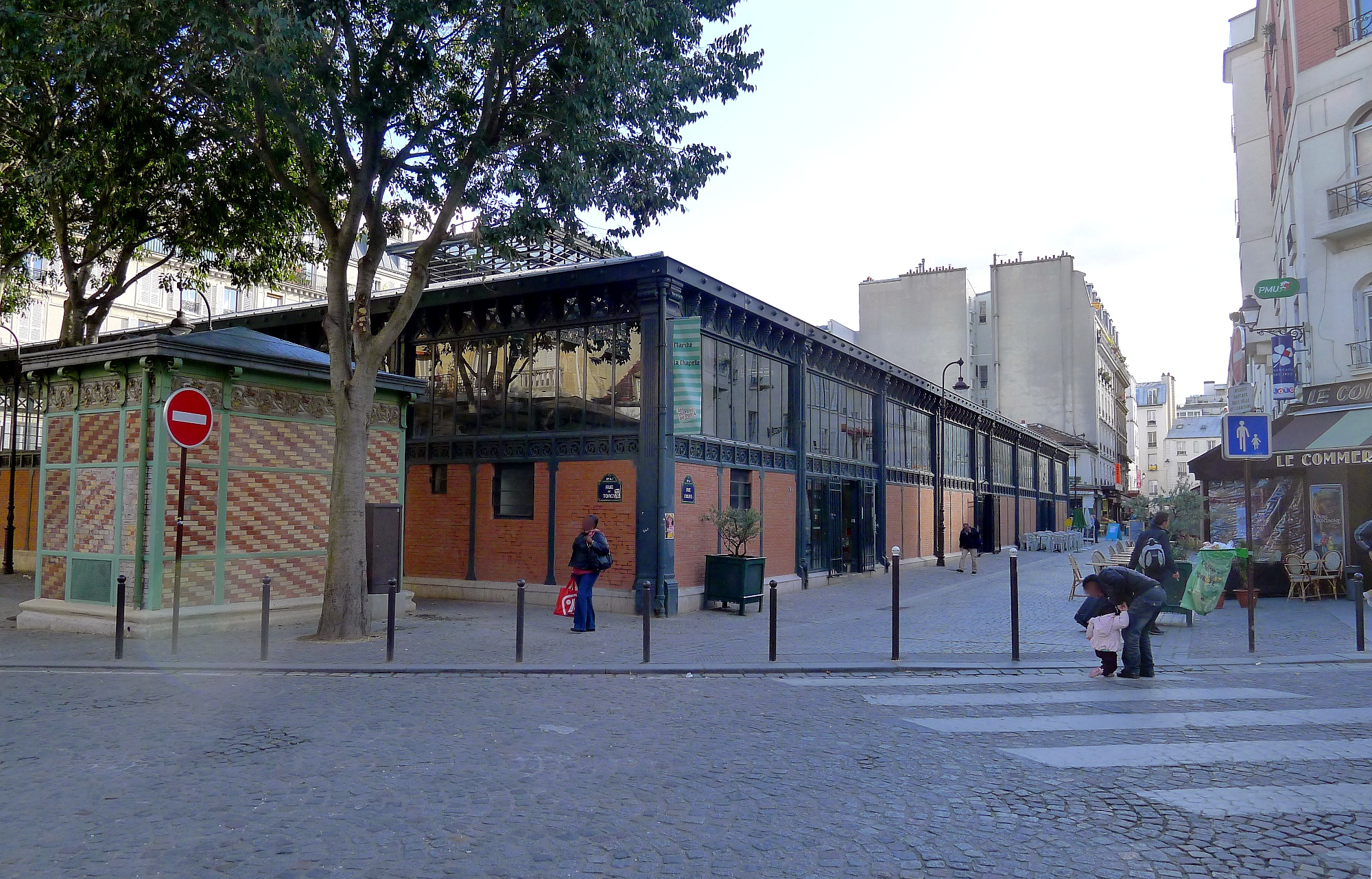
Au carrefour de la rue de l'Olive et de Torcy.
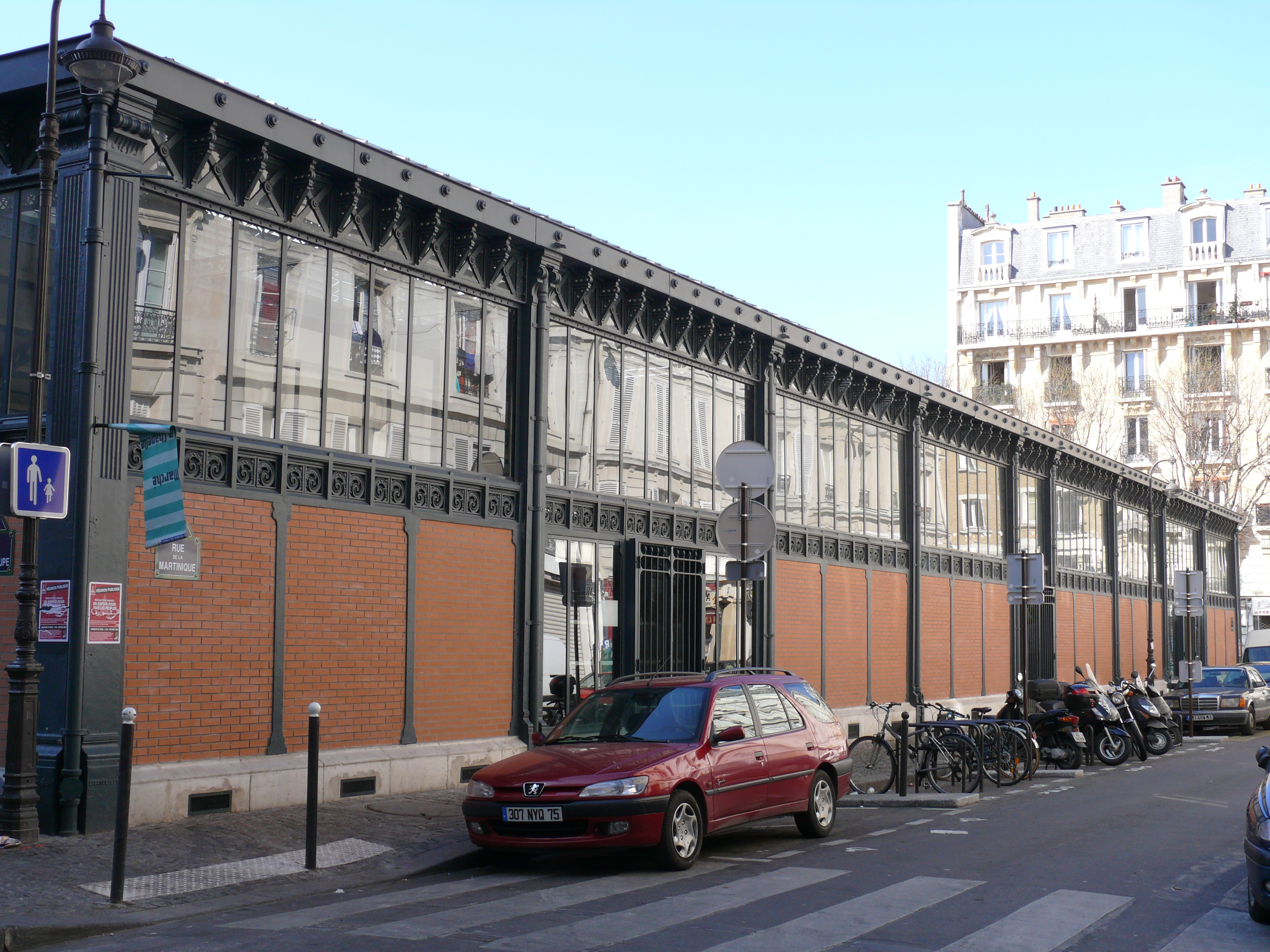
Façade rue de la Martinique.

### En savoir plus
- « Le marché couvert de l'Olive rouvre ses portes », Chris L., 24 septembre 2010 (consulté le 15 novembre 2018).